# 异果齿缘草
异果齿缘草（学名：Eritrichium heterocarpum）为紫草科齿缘草属的植物，是中国的特有植物。分布于中国大陆的青海等地，生长于海拔3,230米的地区，多生于丘陵缓坡灌丛，目前尚未由人工引种栽培。